# Ba'al (Stargate)

Symbool van Ba'al in Stargate

Ba'al is een meedogenloze vijand van de mensen in de sciencefictiontelevisieserie Stargate SG-1. Ba'al is een Goa'uld - een symbiotisch organisme - die is gebaseerd op de god Baäl.
Hoewel hij uitzonderlijk meedogenloos is, lijkt hij de menselijke aard iets beter te begrijpen dan de overige Goa'uld. Hij heeft een vaag idee van de aard van humor. Zijn stijl neigt meer naar subtiel sadisme, dan naar grove wreedheden.
De rol van Baal wordt vertolkt door de Zuid-Afrikaanse acteur Cliff Simon.
Baal verschijnt voor het eerst in de dubbele aflevering Summit/Last Stand. Hij is daarin een van de
Systeemheren (System Lords). Als Osiris verschijnt om namens Anubis de verzamelde Systeemheren toe te spreken. Anubis wil graag terugkeren in de rangen van de machtigste Goa'uld en biedt aan in de Tau'ri - de mensen - te vernietigen als compensatie. Baal steunt de terugkeer van Anubis.
Na een mislukte poging de Tau'ri te vernietigen, zet Anubis een indrukwekkende vloot in tegen de gecombineerde strijdkrachten van de Systeemheren. Nadat Heer Yu niet in staat blijkt de vloot te leiden, neemt Baal deze taak waar. De vloot van Anubis wordt vernietigd door de Antarctische Voorpost van de Ouden (Ancient Antarctic Outpost), waarmee Baal de legers, domeinen en technologie van Anubis in zijn bezit krijgt, inclusief een Asgard teleportatie-apparaat.
In een mislukte poging Baal te dwarsbomen, proberen de overige Goa'uld een verdrag met de Tau'ri te sluiten. Zijn opmars wordt gestuit door de Replicators - zelfreplicerende machines - die veel schepen in hun macht hebben, waarmee ze de strijdkrachten van Baal bezighouden.
Toen Anubis, waarvan men dacht dat hij was vernietigd, terugkeerde in de aflevering Reckoning, leek Baal hem (tegen zijn wil) te dienen. Wanneer er informatie wordt ontdekt over een Ancient superwapen dat al het leven in de Melkweg kan vernietigen, helpt Baal in het geheim Samantha Carter en Jacob Carter om dit wapen aan te passen samen met de DHD geassocieerd met Dakara's Stargate. Op deze manier kunnen ze alle Replicators in de melkweg vernietigen.
Anubis is niet blij met deze gebeurtenissen en wil het superwapen voor zichzelf bemachtigen. Hij laat Baal in leven zodat die met eigen ogen de vernietiging van de Melkweg kan zien. Anubis' plan wordt gestopt door Daniel Jackson en Oma Desala. Hierna is Baal voor zover men kan nagaan de laatste nog levende systeemheer. Hij besluit zich te verstoppen op de Aarde, waar hij de leider wordt van de Trust. Hij wordt een succesvolle zakenman.
Later krijgt Baal toegang tot de genetische replicatietechnologie. Hiermee maakt hij meerdere klonen van zichzelf. Een van deze klonen wordt ontvoerd en gedood door de Jaffa.